# 동두천시 평생학습관
동두천시 평생학습관은 경기도 동두천시 중앙로 110-18 위치하고있다. 평생교육프로그램, 시민아카데미, 학습공동체 지원 등을 운영하고 있다.

## 평생학습관 소개

### 연혁
- 2007년 10월 15일 : 아름다운문화센터 개관
- 2020년 2월 3일: 동두천평생학습관 명칭변경
- 2020년 5월 : 평생학습도시 지정